# Озерянська сільська громада (Тернопільська область)
Озерянська сільська громада — колишня об'єднана територіальна громада в Україні, у Борщівському районі Тернопільської области. Адміністративний центр — с. Озеряни.
Площа громади — 56,8 км², населення — 2640 осіб (2015).
Утворена 29 липня 2015 року шляхом об'єднання Жилинської, Озерянської, Пилатківської сільських рад Борщівського району.
12 червня 2020 року громада була ліквідована і увійшла до Борщівської міської громади.

## Населені пункти
До складу громади входили 5 сіл:
- Грабівці
- Жилинці
- Констанція
- Озеряни
- Пилатківці